# 와고촌 (야마가타현)
와고촌(和郷村)은 야마가타현 히가시오키타마군에 있던 촌이다. 현재의 난요시 남서부에 해당한다.

## 지리
- 산:교오즈카산, 류유키산, 사케마쓰산, 와카마쓰산
- 강:사가미강

## 역사
- 1955년 4월 1일 - 오키고촌, 린고촌이 합병해 성립하였다.
- 1967년 4월 1일 - 미야우치정, 아카유정과 합병해 난요시가 성립, 동일 와고촌은 폐지되었다.

## 교통

### 철도
- 일본국유철도
  - 오우 본선
  - 나가이선 (현・야마가타 철도 플라워 나가이선)

### 도로
- 1급 국도
  - 국도 제13호선

## 참고문헌
- 角川日本地名大辞典 6 山形県